# Humbarg (Łapszański)
Humbarg, Hombark, Hombark Łapszański – jeden z najwyższych szczytów w Pieninach Spiskich. Znajduje się tuż w pobliżu Żaru, nie leży jednak w grani głównej, lecz w odległości około 250 m od niej, stanowiąc zwieńczenie krótkiego grzbietu odchodzącego od głównej grani na południe. Od południowej strony ma strome stoki (Pod Hombark), opadające do doliny Łapszanki. Jest w większości porośnięty lasem, sam wierzchołek jednak jest dość dobrym punktem widokowym na Tatry i Magurę Spiską. Nie prowadzi przez niego żaden szlak turystyczny, ale na północ od niego granią główną przebiega czerwony szlak grzbietem Pienin Spiskich. Po zachodniej stronie Hombarku znajduje się duża polana z przysiółkiem Za Czarną Górą, a na niej dwa domy. Niegdyś były tutaj łąki i pola uprawne, obecnie użytkowane są już tylko jako pastwisko. Na grzbiecie Humbargu i na jego wschodnim stoku są polany Hramcowe Sprzecki i Humbarg.
W okolicach Pienin liczne jest nazewnictwo niemieckie, według Józefa Nyki nazwa Hombark też nadana została najprawdopodobniej przez dawnych osadników niemieckich. W języku niemieckim Hom oznacza kopę, Berg szczyt lub brzeg. W południowo-wschodniej części Pienin Spiskich znajduje się jeszcze drugi szczyt o tej samej nazwie, Hombarkami miejscowa ludność nazywała też dawniej całe Pieniny Spiskie.
Humbarg znajduje się we wsi Łapsze Niżne w województwie małopolskim, w powiecie nowotarskim, w gminie Łapsze Niżne.